# 내일은 로봇왕
미래엔아이세움과 로보티즈가 함께하는 로봇과학만화 내일은 로봇왕은 내일은 수학왕 다음으로 나온 만화책이다. 내일은 로봇왕을 구입하면 로봇키트가 동봉되어 있다. 10권이 완간이다.

## 등장 인물
라이온, 오소리, 강거루, 이루비, 이루다, 고은새,
사이보그 캡틴 등이 있다.

## 같이 보기
- 내일은 실험왕
- 내일은 발명왕
- 내일은 수학왕
- 아이세움